# Коулман, Шон
Шалон «Шон» Демере Коулман (англ. Shalon «Shon» De'mere Coleman; 25 ноября 1991, Мемфис, Теннесси) — профессиональный американский футболист, выступающий на позиции тэкла нападения в клубе НФЛ «Чикаго Беарс». На студенческом уровне играл за команду Обернского университета. На драфте НФЛ 2016 года был выбран в третьем раунде.

## Биография
Шалон Коулман родился 25 ноября 1991 года в Мемфисе. Учился в старшей школе города Олив-Бранч в Миссисипи, играл в составе её футбольной команды, входил в число лучших молодых игроков штата по версии сайта Rivals.com. После выпуска поступил в Обернский университет.

### Любительская карьера
Весной 2010 года Коулману диагностировали лейкемию. Из-за лечения и последующей реабилитации он пропустил два сезона, получив допуск к тренировкам только в 2012 году. В футбольном турнире NCAA он дебютировал в 2013 году, будучи запасным левым тэклом. Вместе с командой стал победителем турнира конференции SEC.
В мае 2014 года Коулман получил диплом бакалавра в области государственного управления. В том же году он стал игроком стартового состава команды. В течение двух сезонов он провёл за «Оберн Тайгерс» 25 матчей, в одном из них был капитаном команды. В начале 2016 года он был приглашён на матч всех звёзд выпускников колледжей.

### Профессиональная карьера
Перед драфтом НФЛ 2016 года аналитики издания Bleacher Report прогнозировали Коулману выбор во втором раунде и будущее игрока стартового состава. Среди его достоинств называли подвижность, физическую силу, уравновешенность и терпение, хорошую работу ног. К минусам относили технические ошибки в стойке игрока, возраст и возможные последствия травмы колена, полученной им в заключительном сезоне в колледже.
Коулман был задрафтован «Кливлендом» в третьем раунде под общим 76 номером. В июне 2016 года он подписал с клубом четырёхлетний контракт на сумму 3,1 млн долларов. В дебютном сезоне он сыграл за «Браунс» в семи матчах. В 2017 году Коулман занял место основного правого тэкла команды и провёл все шестнадцать матчей регулярного чемпионата. В 2018 году он претендовал на перевод на позицию левого тэкла, но проиграл конкуренцию Джоэлу Битонио. Весной того же года в «Кливленд» пришли Крис Хаббард и новичок Десмонд Харрисон. В результате, после окончания предсезонных сборов «Браунс» обменяли Коулмана в «Сан-Франциско Форти Найнерс», получив выбор седьмого раунда драфта 2019 года.
В августе 2019 года в первом предсезонном матче команды Коулман получил перелом малоберцовой кости и вывих голеностопа, после чего пропустил сезон полностью. Летом 2020 года он отказался от выступлений в следующем чемпионате из-за пандемии COVID-19. В 2021 году Коулман получил растяжение трицепса в последнем предсезонном матче «Сан-Франциско». Его внесли в список травмированных, а 10 сентября отчислили. За три года он не провёл в составе «Форти Найнерс» ни одного матча регулярного чемпионата НФЛ.
В январе 2022 года Коулман подписал контракт с «Индианаполисом», но затем покинул команду. В мае он достиг соглашения с «Чикаго Беарс».